# Cruas
Cruas é uma comuna francesa na região administrativa de Auvérnia-Ródano-Alpes, no departamento de Ardèche. Estende-se por uma área de 15,45 km². Em 2010 a comuna tinha 3 079 habitantes (densidade: 199,3 hab./km²).